# Bebearia castanea
Bebearia castanea är en fjärilsart som beskrevs av Holland 1893. Bebearia castanea ingår i släktet Bebearia och familjen praktfjärilar. Inga underarter finns listade i Catalogue of Life.